# جوليا هان
جوليا هان (بالإنجليزية: Julia Hahn)‏ هي صحفية أمريكية، ولدت في 1 أبريل 1991 في بيفرلي هيلز في الولايات المتحدة.